# Deutsche Botschaft Baku
Die Deutsche Botschaft Baku ist die diplomatische Vertretung der Bundesrepublik Deutschland in der Republik Aserbaidschan.

## Lage und Gebäude
Die Kanzlei der Botschaft liegt (ebenso wie die Botschaft der Niederlande) in dem größeren Geschäfts- und Bürokomplex ISR Plaza im Zentrum der aserbaidschanischen Hauptstadt Baku. Die Straßenadresse lautet: ISR Plaza, Nizami Str. 69, AZ 1005 Baku (7. und 10. Stockwerk).
Zur Küstenstraße am Kaspischen Meer sind es 500 Meter. Das 1,3 km entfernte Außenministerium ist fußläufig in 20 Minuten zu erreichen. Zum 35 km nordöstlich gelegenen internationalen Flughafen Baku ist im Kfz wie mit öffentlichen Verkehrsmitteln eine knappe Stunde Fahrtzeit anzusetzen.

## Auftrag und Organisation
Die Botschaft Baku hat den Auftrag, die Aserbaidschanisch-deutschen Beziehungen zu pflegen, die deutschen Interessen gegenüber der Regierung Aserbaidschans zu vertreten und die Bundesregierung über Entwicklungen in Aserbaidschan zu unterrichten.
Es werden die Sachgebiete Politik, Wirtschaft, Kultur und Bildung bearbeitet. Das Rechts- und Konsularreferat der Botschaft bietet konsularische Dienstleistungen für in Aserbaidschan ansässige deutsche Staatsangehörige an. Es stellt Visa für Aufenthalte in Deutschland für Staatsangehörige Aserbaidschans aus. Die Botschaft unterhält eine telefonische Rufbereitschaft für konsularische Notfälle deutscher Staatsangehöriger außerhalb der Dienstzeit.

## Geschichte
Durch den Zerfall der Sowjetunion im Jahre 1991 wurde Aserbaidschan am 18. Oktober des Jahres wieder ein eigenständiger Staat. Die Bundesrepublik Deutschland eröffnete am 17. September 1992 die Botschaft Baku.